# Източноамерикански тритони
Източноамериканските тритони (Notophthalmus) са род земноводни от семейство Саламандрови (Salamandridae).
Таксонът е описан за пръв път от френския естественик Константен Самюел Рафинеск през 1820 година.

## Видове
- Notophthalmus meridionalis
- Notophthalmus perstriatus – Раиран тритон
- Notophthalmus viridescens – Зеленикав тритон